# KCalc
A Kcalc egy  KDE-Desktoppal integrált számológép alkalmazás. Az alapértelmezett nézetben tartalmaz egy numerikus billentyűzetet, nyomógombokat következő műveletekhez: összeadás, kivonás, szorzás, osztás, zárójelek, memória műveletek, százalék, reciprok, faktoriális, négyzetre emelés, négyzetgyök és hatványozás.
További funkciók jeleníthetők meg igény szerint a tudományos és mérnöki (trigonometrikus és logaritmikus függvények), statisztika és logikai függvények megjelenítésének engedélyezésével. További 6 nyomógomb is használható, melyek előredefiniált matematikai- és fizikai konstans értéket jelölnek, de használható helyettük tetszőleges a felhasználó által definiált érték is. Ideális változó alapú számolásokhoz.
A 2-es verzió óta (KDE 3.5 része) a KCalc tetszőleges pontosságot is nyújt.

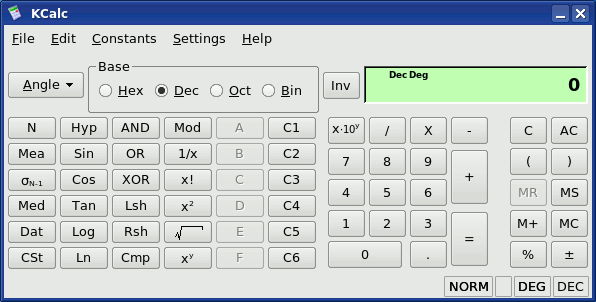
KCalc kinézete a tudományos/mérnöki, statisztikai, logikai és konstans gombok engedélyezésével

## Külső hivatkozások
- KCalc kézikönyv

## Fordítás
Ez a szócikk részben vagy egészben  a   KCalc című angol Wikipédia-szócikk ezen változatának fordításán alapul.  Az eredeti cikk szerkesztőit annak laptörténete sorolja fel. Ez a jelzés csupán a megfogalmazás eredetét és a szerzői jogokat jelzi, nem szolgál a cikkben szereplő információk forrásmegjelöléseként.